# شهرستان اوانز (جورجیا)
شهرستان اوانز (به انگلیسی: Evans County, Georgia) یک سکونتگاه مسکونی در ایالات متحده آمریکا است که در جورجیا واقع شده‌است.